# Elecciones presidenciales de Chipre de 2018
Las elecciones presidenciales de Chipre de 2018 se están llevando a cabo en ese país el 28 de enero de 2018. Como ningún candidato obtuvo la mayoría de los votos en la primera ronda, se celebrará una segunda vuelta el 4 de febrero entre los dos candidatos principales, el actual presidente Nikos Anastasiadis de la Agrupación Democrática (DISY) y Stavros Malas del Partido Progresista del Pueblo Obrero (AKEL). En la segunda vuelta, Anastasiades resultó vencedor con el 55,99 % de los votos.

## Sistema electoral
Con la finalización de la primera ronda, los dos candidatos presidenciales con las tasas más altas se van a una segunda vuelta de las elecciones presidenciales (no habrá segunda vuelta si un candidato supera el 50,00 %). Una semana después será la segunda ronda, donde el ganador es el que obtenga el mayor porcentaje.

## Candidatos
- Nikos Anastasiadis, de la DISY.
- Giorgos Lillikas, de la Alianza Ciudadana.
- Nikolas Papadopoulos, del Partido Democrático, también apoyado por el Movimiento Solidaridad y el Movimiento por la Socialdemocracia.
- Stavros Malas, de AKEL.
- Christos Christou, del ELAM.
- Andreas Efstratiou, independiente.
- Charis Aristeidou, independiente.
- Michail Mina, de la Organización de Luchadores de la Justicia.
- Christakis Kapiliotis, independiente.

## Encuestas
| Encuestadora                                                  | Fecha       | Abstención |                   |            |                   |                |               | Otros  | Ventaja |
| ------------------------------------------------------------- | ----------- | ---------- | ----------------- | ---------- | ----------------- | -------------- | ------------- | ------ | ------- |
| Encuestadora                                                  | Fecha       | Abstención |                   |            |                   |                |               | Otros  | Ventaja |
| Encuestadora                                                  | Fecha       | Abstención | Anastasiades DISY | Malas AKEL | Papadopoulos DIKO | Lillikas SYPOL | Christou ΕLΑΜ | Otros  | Ventaja |
| Symmetron                                                     | 14 ene 2018 | 12.5 %     | 34.4 %            | 21.2 %     | 22.6 %            | 3.5 %          | 4.3 %         | 1.5 %  | 11.8 %  |
| Noverna                                                       | 14 ene 2018 | 22.6 %     | 32.1 %            | 18.6 %     | 14.5 %            | 1.2 %          | 5.7 %         | 5.3 %  | 13.5 %  |
| Pulse                                                         | 12 ene 2018 | 2.2 %      | 30.8 %            | 18.5 %     | 18.9 %            | 3.8 %          | 3.8 %         | 1 %    | 11.9 %  |
| CYMAR Archivado el 7 de enero de 2018 en Wayback Machine.     | 21 dic 2017 | 33,5 %     | 30 %              | 15 %       | 15 %              | 2 %            | 4 %           | 0,5 %  | 15 %    |
| Prime Consulting                                              | 15 dic 2017 | 10,1 %     | 35 %              | 21,8 %     | 25,3 %            | 3,3 %          | 3,1 %         | 1,4 %  | 9,7 %   |
| Noverna                                                       | 10 dic 2017 | 25.7 %     | 30.4 %            | 17.8 %     | 13.8 %            | 2.1 %          | 3.3 %         | 6.9 %  | 12.6 %  |
| CMRC                                                          | 8 dic 2017  | 16.2 %     | 29.1 %            | 18.7 %     | 21.1 %            | 4.1 %          | 3.7 %         | 7 %    | 8 %     |
| CYMAR                                                         | 24 nοv 2017 | 28.5 %     | 27 %              | 13.5 %     | 13.5 %            | 2 %            | 4 %           | 11.5 % | 13.5 %  |
| Symmetron                                                     | 23 nοv 2017 | 9.6 %      | 33.7 %            | 19.6 %     | 22.6 %            | 4.1 %          | 2.7 %         | 0.7 %  | 11.1 %  |
| CMRC                                                          | 10 nοv 2017 | 19 %       | 26.3 %            | 17 %       | 19.7 %            | 4 %            | 3.6 %         | 10.5 % | 6.6 %   |
| Prime Consulting                                              | 7 nοv 2017  | 15 %       | 32.9 %            | 17.7 %     | 24 %              | 4.1 %          | 1.7 %         | 4.6 %  | 8.6 %   |
| Prime Consulting                                              | 15 oct 2017 | 16 %       | 30 %              | 16 %       | 21 %              | 4 %            | -             | 13 %   | 9 %     |
| IMR                                                           | 12 oct 2017 | 31 %       | 33 %              | 18 %       | 20 %              | 6 %            | -             | 2 %    | 13 %    |
| Prime Consulting                                              | 9 oct 2017  | 18 %       | 31.7 %            | 17 %       | 23.1 %            | 5.1 %          | -             | 5.1 %  | 8.6 %   |
| Noverna                                                       | 8 oct 2017  | 17 %       | 23 %              | 17 %       | 17 %              | 7 %            | 3 %           | 17 %   | 6 %     |
| Symmetron                                                     | 2 oct 2017  | 25 %       | 32 %              | 16 %       | 22 %              | 5 %            | -             | -      | 10 %    |
| CYMAR Archivado el 4 de diciembre de 2017 en Wayback Machine. | 29 sep 2017 | 33 %       | 27 %              | 13 %       | 16 %              | 3 %            | -             | 8 %    | 11 %    |
| CYMAR Archivado el 4 de diciembre de 2017 en Wayback Machine. | 29 sep 2017 | 33 %       | 27 %              | 12 %       | 14 %              | 2 %            | -             | 13 %   | 13 %    |
| IMR                                                           | 29 jul 2017 | 22 %       | 31 %              | 21 %       | 19 %              | 7 %            | -             | -      | 10 %    |

## Resultados
| Candidato                                                                              | 1.ª vuelta | 1.ª vuelta | 2.ª vuelta | 2.ª vuelta |
| Candidato                                                                              | Votos      | %          | Votos      | %          |
| -------------------------------------------------------------------------------------- | ---------- | ---------- | ---------- | ---------- |
| Nikos Anastasiadis                                                                     | 137.268    | 35,51      | 215.281    | 55.99      |
| Stávros Malás                                                                          | 116.920    | 30,24      | 169.243    | 44.01      |
| Nikolas Papadopoulos                                                                   | 99.508     | 25,74      |            |            |
| Christos Christou                                                                      | 21.846     | 5,65       |            |            |
| Giórgos Lillíkas                                                                       | 8.419      | 2,18       |            |            |
| Andreas Efstratiou                                                                     | 845        | 0,22       |            |            |
| Charis Aristeidou                                                                      | 752        | 0,19       |            |            |
| Michail Mina                                                                           | 662        | 0,17       |            |            |
| Christakis Kapiliotis                                                                  | 391        | 0,10       |            |            |
| Nulos                                                                                  | 9.338      | -          | 22.951     | -          |
| Votación válida                                                                        | 386.611    | 100,00     | 384.524    | 100,00     |
| Αbstención                                                                             | 154.927    | 28,12      | 143.401    | 26,03      |
| Padrón electoral                                                                       | 550.876    | 71,88      | 550.876    | 73,97      |
| Fuente: Central Electoral Service Archivado el 29 de enero de 2018 en Wayback Machine. |            |            |            |            |